# ディープスカイ
ディープスカイ（欧字名:Deep Sky、2005年4月24日 - ）は、日本の競走馬・種牡馬。
2008年のJRA賞最優秀3歳牡馬である。2004年キングカメハメハ以来史上2例目となるNHKマイルカップ（JpnI）、東京優駿（日本ダービー）（JpnI）を連勝。いわゆる「変則二冠」を成し遂げた。東京優駿では、1968年タニノハローモア以来40年ぶり史上3例目となる1枠1番からの優勝を、1950年クモノハナ以来58年ぶりとなるデビュー5連敗以上からの戴冠を成し遂げた。
2015年全日本2歳優駿（JpnI）優勝のサウンドスカイ、2016年ジャパンダートダービー（JpnI）優勝のキョウエイギア、2018年京都記念（GII）優勝のクリンチャーなどの父として知られる。

## 概要
2005年に日本で生まれた父アグネスタキオンの牡馬である。母は、母系辿ればミスカーミーなどが出くわすイギリス生産のアビ（父:チーフズクラウン）である。第1回東京優駿大競走が行われた「日本ダービー記念日」である4月24日に生誕した。北海道日高地方浦河町にある、開業20年重賞未勝利の笠松牧場が生産し、静内町のヤマダステーブルが育成を施した。愛知県豊田市の株式会社建重製作所の社長・深見敏男が、馬主歴5年目の3頭目として所有。騎手生活10年超と厩舎開業9年が経過しても、中央競馬の重賞並びにGI級競走に縁がなかった栗東トレーニングセンター所属の昆貢調教師が管理した。主に四位洋文騎手に導かれ、タイトル獲得に至った。
2歳10月にデビューしてから5連敗し、3歳1月下旬の6戦目で初勝利を挙げた。それから条件戦2着、アーリントンカップ（JpnIII）3着を挟み、毎日杯（JpnIII）にて重賞初勝利を挙げる。前年のクラシックでのローレルゲレイロの失敗を省みた昆の決断で、クラシック第1戦の皐月賞は回避し、NHKマイルカップ（JpnI）に臨み、ブラックシェル、ダノンゴーゴーなどを従えてGI級競走初優勝。牧場、オーナー、調教師にGI級競走のタイトルをもたらした。
それから東京優駿（日本ダービー）（JpnI）に臨み、40年間優勝馬がいなかった1枠1番からスタート。スマイルジャック、ブラックシェルなどを従えてGI級競走連勝でダービー戴冠。2004年キングカメハメハ以来史上2例目となるNHKマイルカップからの連勝、いわゆる「変則二冠」を成し遂げた。また牧場、オーナー、調教師、さらには有力視されながら目前で引退し挑戦が叶わなかった父、アグネスタキオンにダービーのタイトルを、前年のダービーをウオッカで制していた四位には、武豊以来史上2例目となるダービー連覇をもたらした。
3歳秋は神戸新聞杯（JpnII）優勝を経て、天皇賞（秋）（GI）で年長馬に挑み、ウオッカとダイワスカーレットに迫り、カンパニーなどを出し抜く3着。ジャパンカップ（GI）ではスクリーンヒーローに迫り、ウオッカ、マツリダゴッホ、オウケンブルースリ、メイショウサムソンなどを出し抜く2着となった。さらに年をまたいで4歳夏の安田記念（GI）ではウオッカに迫る2着、宝塚記念（GI）ではドリームジャーニー、サクラメガワンダーに次ぐ3着となる。東京優駿以後、GI級競走優勝には至らなかったが、好走は続けた。宝塚記念後まもなく左前脚浅屈腱炎が祟って競走馬を引退。翌2010年から11年間、種牡馬として供用され、サウンドスカイやキョウエイギアというGI級競走優勝産駒、クリンチャーやモルトベーネという国際グレードで格付けされた重賞の優勝産駒を儲けた。

## 誕生までの経緯

### 笠松牧場
水上行雄は、北海道三石の競走馬生産牧場で生まれたが、牧場は継がず、会社を興していた。やがて馬主免許を取得し、中央、地方競馬に参戦するようになり、成り行きで各地の牧場と付き合いが増えていた。そんな頃、幼駒を購入したことのある1957年創業の笠松牧場の代表が亡くなる。代表不在の笠松牧場は、後継者がおらず牧場消滅の危機にあった。
そこで水上は、笠松牧場を譲り受けて、本業の傍ら、牧場経営を行うことを決意、生産者も兼ねるオーナーブリーダーに転身した。「変更する必要性も感じなかったから」（水上）という理由で笠松牧場の名称を継続し1989年、代表水上のもと再開業を果たした。水上は当初、人脈皆無で未熟なブリーダーだったが、牧場の繁殖牝馬の血の更新や土壌の改良などを地道に続け、成績向上を目論んでいた。ただし開業して20年近く経過しても、生産馬の重賞優勝が現れていなかった。

### アビ
アビは、父チーフズクラウン、母父キートゥザミント、三代母ミスカーミーの牝馬である。ミスカーミーの産駒、末裔は各方面で活躍して名牝系となっており、1974年ニューヨーク牝馬三冠を成し遂げたクリスエヴァートの母であるほか、1988年ケンタッキーダービーなどを制したウイニングカラーズの祖母、2003年ジャパンカップや2004年宝塚記念を制したタップダンスシチーの曾祖母などとして知られていた。また1984年ブリーダーズカップジュヴェナイル、1985年トラヴァーズステークスを優勝したチーフズクラウンも、曾祖母がミスカーミーだった。よってアビは、ミスカーミー系同士での近親交配「同血クロス」により、同血の割合が18.75パーセント（ミスカーミーの4×3）となり、走る馬が多いと信じられている理論「奇跡の血量」が成立していた。
1995年にイギリスで生産されたアビは3歳で競走馬デビューし5戦1勝、引退後はイギリスで繁殖牝馬となる。初年度はザミンダー、2年目はバハミアンバウンティ、1年休んで4年目はガリレオという、吉沢譲治によれば「名立たる種牡馬」と交配し続けている。このうちイギリスでは、初仔、2番仔を儲けているが、後にこの2頭は、良績を残すことはできなかった。そして4年目、ガリレオを宿した直後のアビは整理の対象となり、2002年12月タタソールズの繁殖牝馬セールに上場された。
そのセールに参戦していた水上は、予算内で買えるお手頃な繁殖牝馬を探しており、それに適ったのがアビだった。そうして2003年、アビはガリレオの仔を孕んだ状態で日本に渡り、笠松牧場で3番仔（後のサクセスガーヴィン）が誕生する。3番仔が産まれた直後に行われた、日本で初めての交配ではアグネスタキオンと交配を試みるも不受胎。1年の空胎を経て2004年、2度目の種付けでも再びアグネスタキオンと交配したところ今度は受胎した。翌2005年、1932年に目黒競馬場で第1回東京優駿大競走（優勝馬:ワカタカ）が行われた日に因む「日本ダービー記念日」であった4月24日に、北海道浦河町の笠松牧場にてアビの4番仔である栗毛の牡馬（後のディープスカイ）が誕生する。

## 幼駒時代

### 牧場時代
出生直後のアビの4番仔は、牧場では目立つほうではなかったが、時が経つにつれて、主に精神面での成長が際立つようになった。牧場の幼駒はふつう、母親と離れることを嫌うきらいがあったが、4番仔は母親が遠くに行っても動揺せず、独りで寝ころび続けていたという。牧場の中ではリーダー的存在であり、複数での放牧中は常に集団の先頭を走っていた。とはいっても我が強いすぎるわけではなく、人には従順な、大人しい性格だった。兄姉に倣って大柄であり、四肢の負担が大きかったが、故障とは無縁で順調に成長する。この4番仔を当歳夏、馬主・深見富朗が、皮膚の様子や筋肉の付き方に惹かれ、富朗は自身の子である敏男に薦めていた。かくして深見敏男が所有することとなった。

### 深見敏男
深見敏男は、愛知県豊田市にある株式会社建重製作所、及びその系列会社株式会社ケイユウの代表取締役社長である。主にトヨタ自動車などの部品の試作品製造を生業としていた。父の深見富朗は、同会社の会長であり、長く馬主をしており「緑、白玉霰、白袖青一本輪」という勝負服を用い、主に日高地方の生産馬を買い取って走らせていた。
富朗の馬主歴は長く、重賞優勝馬も多数いた。例えばチェックメイトは、栗東の山内研二厩舎からデビューし2001年東京新聞杯（GIII）、ダービー卿チャレンジトロフィー（GIII）を優勝している。またラントゥザフリーズは、同じく山内厩舎からデビューし、2003年共同通信杯（GIII）を優勝していた。ラントゥザフリーズは、クラシックに臨んでおり、皐月賞、東京優駿にも出走したが、いずれもネオユニヴァースに敵わなかった。皐月賞こそ4着だったが、「6月1日の東京優駿」は16着だった。それから池添兼雄厩舎に預けたプライドキムは、2004年の全日本2歳優駿（統一GI）を優勝している。富朗は、地方競馬のGI級競走こそ優勝していたが、中央競馬のGI級競走は勝利できていなかった。
富朗の息子である敏男は、2003年に馬主登録を行う。「青、白玉霰、白袖青二本輪」という勝負服を用い、競走馬の命名には、苗字の「深見」に因んだ「ディープ」という冠名を定めていた。2004年にデビューした最初の所有馬であるタイキシャトル産駒・ディープサマーは、父と同じく山内厩舎だった。2歳夏の新馬戦を勝利し、函館2歳ステークスで2着、朝日杯フューチュリティステークス6着などを経て、2005年のクリスタルカップ（GIII）をコパノフウジン、アイルラヴァゲインを下して優勝する。よって敏男は、最初の所有馬で重賞タイトルにありついていた。2頭目の所有馬であるコマンダーインチーフ産駒・ディープハニーも同じく山内厩舎から、2006年、2歳夏にデビューしていたが、勝利できなかった。
そして3頭目が、アビの4番仔である。4番仔は、冠名「ディープ」に空を意味する「スカイ」を組み合わせ、「澄み切った大空」という意味の「ディープスカイ」と命名される。ディープスカイは、これまでと同様に山内厩舎に入ることが内定していた。

### 転厩
1歳5月、北海道静内町、坂路調教を重用するヤマダステーブルに移り、育成が施される。ヤマダステーブルでは、同期50から60頭が集まっていたが、アビの4番仔は外見、能力の面でも抜けていたという。ヤマダステーブルの山田秀人場長は、2歳4月の時点でこのように述べている。
順調に成長したディープスカイは、早めのデビューが可能だった。当初は夏のローカル開催でのデビューもできたが、その能力から容易に勝ち上がれると考えて、時期を遅らせて、秋競馬でのデビューとなる。2歳夏、2007年8月にヤマダステーブルから、栗東トレーニングセンターの山内厩舎に入厩する。具体的には、9月の阪神競馬場開催、初週の新馬戦でデビューする予定だった。
しかし入厩してまもなく、とある事情で山内厩舎から栗東・昆貢厩舎に転厩となる。昆は、デビュー目前の引き受けとなったが、ディープスカイを詳しく見たところ、まだ体の節々に未熟なところがあり、特に肩が悪いことに気づいていた。そこでデビュー延期となる。その部分の改善には、牧場に帰ってから半年かけて治療する選択肢があったが、昆は、馬の特徴を十分に把握してからデビューさせる思想の持ち主だったため、厩舎に留めながら、調教しながらの治療を目指した。快復後、再調整をこなしたのち、2007年10月、2歳秋にデビューとなる。

## 競走馬時代

### 2-3歳（2007-08年）

#### アーリントンカップ3着まで
2007年10月8日、京都競馬場の新馬戦（芝1400メートル）に松田大作が騎乗し、デビューとなる。2番人気に推されるも、1着馬エーシンフォワードに約6馬身以上後れを取る4着に終わる。
2戦目、3戦目は武豊が騎乗するも2着敗退。
4戦目の中京は、野元昭嘉が騎乗し、初めて1番人気に支持されたが、再三の2着。
2歳のうちに勝利を挙げることができなかった。
年をまたいで3歳の初戦となる5戦目では、藤田伸二が騎乗し、再び1番人気に支持されるも、9着大敗となった。
1月26日、藤田と臨んだ未勝利戦にて、1馬身半差をつけて初勝利。6戦目での勝ち上がりを果たす。
続いて2月17日、条件戦に津村明秀と臨むも、先行馬に及ばず、クビ差の2着だった。
3月1日、アーリントンカップ（JpnIII）に幸英明と臨む。エアグルーヴの仔である武騎乗ポルトフィーノが単勝オッズ1倍台の人気を集め、それにシンザン記念2着のドリームガードナー、後にダート路線で大活躍するスマートファルコン、2勝馬の藤田騎乗ダンツキッスイなどが続いていた。一方のディープスカイは、36.3倍の10番人気だった。。
ダンツキッスイが大逃げを展開する一方、ディープスカイは馬群の後方を追走して、最終コーナーで大外に持ち出し進出する。最終的に後方馬群は、一様にダンツキッスイに敵わず、逃げ切りを許すことになるが、ディープスカイは、差のない3着となった。

#### 毎日杯
3月29日、毎日杯（JpnIII）に、四位洋文と臨む。ここまでの騎手起用は、昆が行っていた。昆は乗り替わりが少ない方が良いという思想の持ち主であり、厩舎が重用する藤田にディープスカイも任せようとしたが、藤田には既にほかの騎乗馬がいた。そこで昆は、馬が合う騎手だろうと「直感」で思った四位に依頼する。最初に依頼したアーリントンカップでは、他に騎乗馬がおり叶わなかったが、四位は前年、ウオッカで東京優駿（日本ダービー）を優勝したにもかかわらず、この年のクラシック戦線に乗る馬がいなかった。
相手は、1戦1勝のアドマイヤコマンド、重賞3着のマイネルスターリーやヤマニンキングリー、2勝のロードバリオス、重賞優勝のサブジェクトに次ぐ、8.7倍の6番人気だったが、他馬に2馬身半差をつけて。重賞初勝利を果たす。笠松牧場は、牧場再開業20年目で初重賞優勝だった。
毎日杯は、皐月賞の優先出走権付与はないものの、クラシック1冠目皐月賞の出走権を得る最後の機会とされ、重賞優勝の賞金で以て、出走はほとんど可能だった。しかし、皐月賞回避と、NHKマイルカップ参戦を決断する。昆は、東京の条件戦で2着となった際に、末脚が利く姿を見て、直線の短い中山よりも長い東京の方の適性を見出していた。
また昆は前年のクラシックにローレルゲレイロで挑んでいた。2歳夏にデビュー勝ちをしたローレルゲレイロは、牡馬が出走可能な春の3歳GI級競走である皐月賞、NHKマイルカップ、東京優駿（日本ダービー）を皆勤させていた。昆は制覇の自信を持っていたが、それぞれ6着、2着、13着。ヴィクトリー、ピンクカメオ、ウオッカに敵わなかった。このあと秋も走るが、年内に勝利を挙げられなかった。この失敗を踏まえて、次の機会は馬の負担を軽減して、万全の状態で本番に参戦しようと反省するようになる。皆勤した3戦のうち1戦を見送って、2戦に臨むという発想が生まれ、翌年のクラシック戦線に加わったディープスカイに適用していた。なお回避した皐月賞は、同じアグネスタキオン産駒であるキャプテントゥーレが優勝し、皐月賞父仔制覇を成し遂げている。

#### NHKマイルカップ
5月11日、NHKマイルカップ（JpnI）に四位が続投して臨む。4馬身差でマーガレットステークスを優勝したファリダット、弥生賞2着のブラックシェル、朝日杯フューチュリティステークス優勝のゴスホークケン、ラジオNIKKEI杯2歳ステークス2着のサダムイダテン、ニュージーランドトロフィー優勝のサトノプログレスが相対したが、それらを押しのける1番人気となる。オッズは4.3倍であり、僅差の4.7倍の2番人気がファリダットだった。昆は、前年のNHKマイルカップにローレルゲレイロで臨み1番人気2着、四位は前週の天皇賞（春）にアサクサキングスで1番人気3着となっており、その雪辱を期す舞台だった。馬場は稍重だった。
5枠9番からスタートして後方に控える。ゴスホークケンが一本調子で淀みのないペースを刻む中、18頭立て16番手を追走した。馬場は稍重の状態であり、内側の状態が特に悪かった。そのためゴスホークケン以下全頭が内を空けて大回りし、直線では馬場がきれいな外側に進路を求めていた。そんな中、ディープスカイは進路を外に求めず、内側に拘り、コーナーワークで前との距離を縮める。直線入り口で3番人気ブラックシェルの背後を得ていた。ブラックシェルのスパートに応えて、スパートする。ブラックシェルは先に抜け出していたが、ディープスカイの末脚はそれを上回った。外を回った馬が並べて伸びあぐね、同じように内からの進出もなく、ディープスカイは以後独走する。ブラックシェルを1馬身4分の3まで突き放したところが決勝線だった。
GI級競走初優勝を果たす。昆は、前年2着のローレルゲレイロの雪辱を果たしてGI級初勝利。笠松牧場、深見もGI級初勝利となった。レース直後、ディープスカイと四位は馬場から退き、地下馬道を経て、検量室前での下馬を目指している。検量室前は、優勝を喜ぶ多くの関係者が待ち構えており、四位はそれらに応えて両手で喜びをアピール。しかしその激しい動きにディープスカイが驚いて暴れてしまい、四位はたちまち振り下ろされていた。四位はその後、表彰式やインタビューをこなしたが、右手関節を捻挫。メインの後の最終第12レース・丹沢ステークス（1600万円以下）でリオサンバシチーに騎乗する予定だったが、騎乗を取りやめている。
続いてクラシック二冠目の東京優駿（日本ダービー）に臨むこととなる。昆は、NHKマイルカップ直前まで東京優駿参戦にはためらいがあったが、NHKマイルカップの終いの伸び脚を見て参戦を決断した。四位もクラシックに臨む馬がおらず、続投となる。

#### 東京優駿

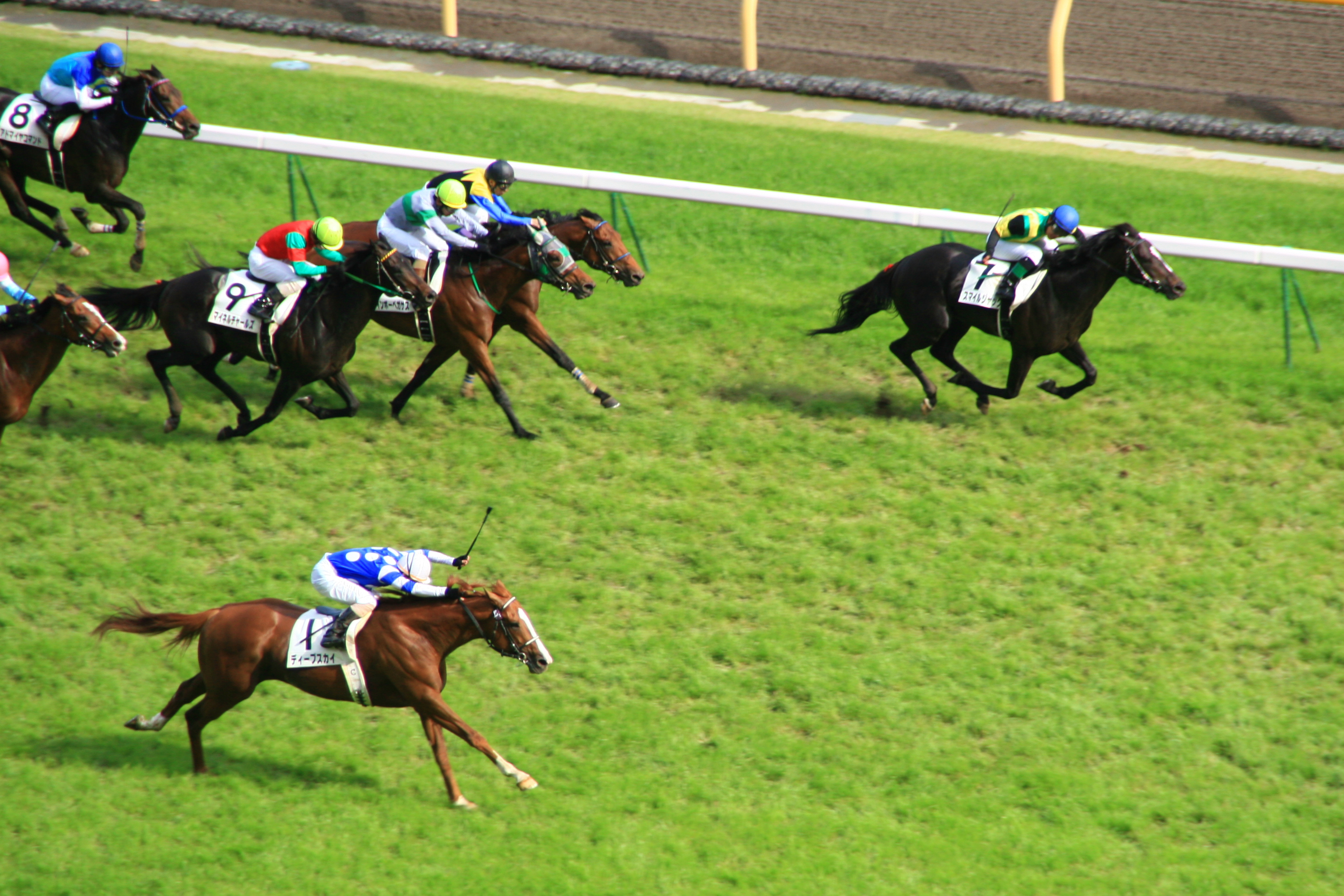
最終直線での攻防
画面左下にディープスカイ

6月1日、2003年以来5年ぶり16度目となる6月開催の東京優駿（日本ダービー）（GI）に参戦する。一冠目の皐月賞を制したキャプテントゥーレは故障、2001年皐月賞アグネスタキオン、東京優駿ジャングルポケット以来となる7年ぶりの皐月賞優勝馬不在の東京優駿となったが、皐月賞2着のタケミカヅチ、3着のマイネルチャールズ、4着のレインボーペガサス、毎日杯2着のあと青葉賞を制したアドマイヤコマンド、NHKマイルカップ2着のブラックシェル、共同通信杯を制したショウナンアルバなどが揃い、フルゲート18頭立てとなった。そんな中、ディープスカイは、単勝オッズ3.6倍、1番人気に支持される。続く2番人気は6倍のマイネルチャールズであり、3番人気は8倍、4戦無敗、ただし初めての芝参戦となるサクセスブロッケンだった。以下アドマイヤコマンド、レインボーペガサスまでがオッズ一桁台だった。ただ未知の2400メートルに挑むディープスカイは、最内枠1枠1番が割り当てられていた。1枠1番は、過去74回の歴史の中で、1962年フエアーウイン、1968年タニノハローモアしか優勝しておらず、40年間勝利から遠ざかる枠番だった。
1枠1番からスタートしたディープスカイは、控えて後方を確保。レッツゴーキリシマが作り出した平均ペースを追走した。向こう正面を経て、第3コーナーに近づくと、各々が仕掛けて進出を狙うようになるが、そこでは動かずに脚を溜め、最終コーナーを後方から数えて3番手、15番手で通過した。直線では前方に馬が密集して進路がなく、外に持ち出してから進出を開始する。この日の馬場は、内側が伸びやすい傾向にあったが、それを無視して大外から追い上げた。前方、内側では、好位追走から抜け出したスマイルジャックが、逃げるレッツゴーキリシマを捉えて抜け出し、独走しており、他は迫ることができていなかった。しかし、末脚を繰り出したディープスカイがただ1頭迫り、ゴール板手前でスマイルジャックに並び立ち、まもなく差し切っていた。スマイルジャックに1馬身半差をつけたところで決勝線通過となる。
東京優駿優勝を果たし、同世代8150頭の頂点となる。NHKマイルカップからの連勝は広く「変則二冠」と称されていたが、ディープスカイは、2004年キングカメハメハ以来史上2頭目となる「変則二冠」を成し遂げた。「1枠1番」の優勝は40年ぶり史上3例目、栗毛の優勝は、2000年アグネスフライト以来で1980年オペックホース、1987年メリーナイス、1992年ミホノブルボンなどに続くものだった。またディープスカイは、デビューから初勝利まで6戦かかり、ダービー制覇まで11戦かかっている。初勝利まで5戦以上かかりながらダービーに辿り着いたのは、1950年クモノハナ以来史上2例目。6戦は、クモノハナは8戦だったことから史上2番目の記録であり、軍土門隼夫によれば「『近年、これほど1勝目が遠かったダービー馬はいない』と断言していい」と評している。また10戦以上かかっての制覇は、平成時代において1994年ナリタブライアン、2006年メイショウサムソンに次いで3例目だった。それから4月24日の「日本ダービー記念日」に生まれて、ダービーを優勝を成し遂げている。
また父アグネスタキオンは競走馬時代、皐月賞まで無敗の4連勝を果たしながら、ダービーを前に故障し参戦が叶わなかったが、産駒で優勝し、ダービーサイアーの称号を得ている。サンデーサイレンス亡き日本競馬界において、その後継者争いが勃発していたが、アグネスタキオンが父父サンデーサイレンスの種牡馬で最初に、その国の基幹となるダービーを制している。大タイトルを獲得するなど、活躍する産駒が多く出現することは、種牡馬の影響力を推し量ることができるが、この年は皐月賞と東京優駿を異なる2頭の産駒で制している。同じ年の2頭の産駒でその2競走を制したのは、プリメロ、ヒンドスタン、サンデーサイレンス、ブライアンズタイムに次いで史上5度目だった。
さらに四位は、前年のウオッカに続くダービー優勝であり、1998年スペシャルウィーク、1999年アドマイヤベガ優勝の武豊に次いで史上2人目となるダービー連覇を果たした。昆、深見、笠松牧場は、それぞれダービートレーナー、オーナー、ブリーダーの称号を初めて得ており、特に深見は、馬主歴5年目、ダービー時点での所有馬がディープスカイ1頭のみという身分で初優勝を果たした。通算3頭目の所有馬による優勝は、1935年ガヴアナーの高橋錬逸に並ぶものだった。
四位はレース直後、スタンド前でのインタビューに応えているがその最中、最前列の泥酔した一ファンによる「四位コール」に遮られていた。すると四位は、インタビューを一旦止め、ファンに「うるせえ」と注意していた。このハプニングはテレビ中継されており、インターネットを中心に話題を集めた。また検量室前にて四位は、NHKマイルカップと同じパフォーマンスをして喜んでいる。ディープスカイは再び暴れる素振りを見せたが、今度は四位がこらえていた。

#### 古馬挑戦、惜敗
東京優駿の後は休養となる。直後は秋は、天皇賞（秋）か菊花賞を目指し、来年には外国遠征、具体的にはドバイミーティングやフランスの凱旋門賞参戦を検討するようになった。ダービー10日後の6月12日、浦河町のグランデファームで放牧、初めての放牧に出された。放牧中は、近隣の軽種馬育成調教センター（BTC）で運動する。8月下旬に一旦札幌競馬場に入厩し、調整を経て栗東の厩舎に帰厩した。
9月28日、神戸新聞杯（JpnII）に臨む。スマイルジャックやブラックシェルとの再戦となり、3連勝中の上がり馬オウケンブルースリとの初対決となった。またも1枠1番からスタートして、中団を追走し、直線半ばで抜け出し先頭となる。後方内から追い込むブラックシェルに詰め寄られたが、先頭は守り続けた。クビ差先着を果たして重賞連勝を果たした。1993年ビワハヤヒデ以来となる1枠1番の優勝だった。
この競走は、菊花賞のトライアル競走であり、優先出走権を獲得する。しかしレース後、距離やコースの適性を考慮して、天皇賞（秋）に臨むこととなった。最大目標は、その次のジャパンカップだった。昆は、いまだディープスカイは発展途上と考えており、あくまで来年の凱旋門賞を見据えての選択だった。

11月2日、天皇賞（秋）（GI）に臨む。天皇賞（秋）の出走資格が3歳馬にも開放された1987年以降、東京優駿優勝馬が菊花賞に背を向けて天皇賞（秋）に向かうのは、史上初めての例だった。17頭立てとなる中、唯一の3歳馬だった。ディープスカイは有力候補の1頭だったが、他に前年の東京優駿を優勝した4歳牝馬のウオッカ、前年の二冠並びにエリザベス女王杯を優勝、故障明けの4歳牝馬のダイワスカーレットとともに「三強」と捉えられた。オッズも3頭が抜けており、ウオッカ2.7倍、ダイワスカーレット3.6倍、そしてディープスカイは4.1倍の3番人気だった。
1枠2番から好発し先行。ダイワスカーレットが引っ張るハイペースを、外枠から進んだウオッカとともに追走した。直線では逃げるダイワスカーレットを、ウオッカと並んで追いかけた。やがて内からダイワスカーレット、ディープスカイ、ウオッカの順で横並び、追い比べとなる。終いには内からカンパニーが加わっていた。ディープスカイは、年上相手に抵抗するものの、2頭の牝馬には敵わず、横一線から脱落、それでも7歳馬カンパニーには抗った。2頭にクビ差及ばず、カンパニーにはハナ差先着する3着だった。1999年天皇賞（秋）のスペシャルウィークを上回るレコードタイムで走破したが、勝利には届かなかった。

続いて11月30日、ジャパンカップ（GI）に臨む。ダイワスカーレット、カンパニーこそいなかったが、ウオッカとの再戦が実現する。前々年の東京優駿優勝馬であるメイショウサムソンも出走しており、史上初めて三世代ダービー馬による対決となった。また回避した菊花賞を制したオウケンブルースリ、前年の有馬記念を制したマツリダゴッホ、他に3頭の外国調教馬を迎えた17頭立てだった。前走敗れたウオッカがいたが、それを押しのけて1番人気に推される。ただし3.4倍、ウオッカ3.7倍の僅差だった。
ネヴァブションが引っ張るスローペースの中、中団後方を追走する。第3コーナーから最終コーナーにかけて大外から進出を開始した。直線では、内々をまわったウオッカ、マツリダゴッホ、メイショウサムソンなどを外から追いかける。末脚を発揮してウオッカ、マツリダゴッホなどは差し切ることに成功する。しかし内からもう1頭、9番人気スクリーンヒーローに出し抜かれた。ウオッカには4分の3馬身先着を果たすが、スクリーンヒーローには半馬身敵わず2着となった。
この後、暮れの有馬記念参戦は見送った。この年のJRA賞では、全300票中300票、満票で最優秀3歳牡馬を受賞している。また300票中37票を集めて年度代表馬選考の第3位、ウオッカ、ダイワスカーレットに次ぐ第3位となった。

### 4歳（2009年）
この年初めには昆から、春の国内専念と秋の凱旋門賞挑戦が予告される。ただし凱旋門賞参戦には条件があり、春に臨む安田記念と宝塚記念というGI競走で力を示さなければならなかった。具体的には、始動戦の産経大阪杯も含めて3戦全勝で向かうのが昆の理想だった。厩舎での調整を経て、4月5日の産経大阪杯（GII）で復帰する。マツリダゴッホ、ドリームジャーニー、カワカミプリンセスら年上馬と対し、1.6倍の1番人気に推されていた。
外枠から好位の外側を追走し、最終コーナーにかけて外から進出。直線で先を行くマツリダゴッホ、アドマイヤフジを捉えて、抜け出した。しかしその直後、ディープスカイの背後で待機していたドリームジャーニーの追い上げを許し、たちまちかわされていた。それでもディープスカイは追いすがり、並んでの競り合いをゴール手前まで続けたが、先頭を再び奪取することができなかった。クビ差及ばず2着となる。

続いて6月7日の安田記念（GI）に臨む。ウオッカとの再戦となり、ウオッカが1番人気、それに次ぐ2番人気だった。その他、スーパーホーネットやカンパニー、スマイルジャック、同厩舎のローレルゲレイロなどとの対決だった。
3枠6番からスタートしたディープスカイは中団内側、ウオッカの背後を追走する。最終コーナーでは、ウオッカの内に潜り、先んじて進出した。直線では、ウオッカが狙っていた進路を合法的に奪って抜け出し、中間地点で独走する展開を作る。外からファリダット、カンパニーが追い込んできたが、もう一伸びして先頭を守った。しかし進路を失い、回り道をしたウオッカが進路を得てから、鋭い末脚を使い、追い込んでいた。ウオッカの末脚により、ディープスカイは呑みこまれ、たちまちかわされた。ウオッカに4分の3馬身後れる2着となる。ここまで二つとも敗れ、昆の理想とはかけ離れていたが、宝塚記念の結果次第では凱旋門賞を諦めていなかった。

6月28日、宝塚記念（GI）に臨む。ドリームジャーニー、サクラメガワンダー、アルナスライン、マイネルキッツ相手に1.6倍の抜けた1番人気となる。7枠11番からスタートして、中団を追走する。第3コーナーから四位により促され、前を行くサクラメガワンダーを目指したが、直線で伸びず、かわすことができなかった。おまけに背後で待機していたドリームジャーニーに外からかわされる。ドリームジャーニーには突き放された。ドリームジャーニーに1馬身4分の3差以上後れを取り、サクラメガワンダーにもクビ差後れる3着だった。
結局春3戦は、好走を続けたものの、未勝利に終わり、昆が掲げた理想とは正反対となった。よってこの秋の凱旋門賞参戦は立ち消え、国内専念となる。宝塚記念の後は、北海道日高町のファンタストクラブで放牧に出された。昆は、深見と来年の現役続行の約束を取り付け、目標を次の凱旋門賞に切り替えていた。この秋こそ、国内に甘んじるものの、秋に力を見せつければ、来年の外国遠征を検討していた。
夏の札幌記念を使う予定もあったが見送り、秋は毎日王冠、天皇賞（秋）、ジャパンカップの3戦を予定する。始動戦の毎日王冠を目指して、8月8日に函館競馬場に入厩した。ファンタストクラブからは、2日前より左前脚に熱がある報告を受けており、当日は昆の検分が行われた。しかし左前脚の症状は、軍土門隼夫によれば「自分の目で脚元を確かめた瞬間、これはだめだとわかった」というものだった。
8月12日、エコー検査の結果、損傷率11パーセントの左前脚の浅屈腱炎が判明する。戦線復帰には1年近くを要するものであり、復帰は不可能ではなかったものの、競走馬引退が決定する。父と同じ左前脚の屈腱炎で引退に追い込まれた。8月30日、札幌競馬場で引退式が行われる。東京優駿優勝時の1枠1番のゼッケン、帽子の姿でお披露目がなされ、5270人が見守った。同日、日本中央競馬会の競走馬登録を抹消する。

## 種牡馬時代
引退後は、北海道日高町のダーレー・ジャパン・スタリオン・コンプレックスにて種牡馬となった。スポーツ報知によれば、取引価格は10数億円であるとされている。父アグネスタキオンは、活躍産駒が続々出現し、サンデーサイレンスの後継種牡馬筆頭に上り詰めていたが、2009年6月、11歳にして急死していた。これによりディープスカイは、その後継種牡馬としての期待を集めた。
初年度となる2010年から4年目の2013年まで三桁の繁殖牝馬を集め続け、特に3年目の2012年は、188頭の繁殖牝馬を集めた。しかし5年目の2014年からは30頭程度にまで減少。以後、三桁には回復せず、40頭にも届かなかった。2015年にはイーストスタッドに移動。その後、重賞優勝馬が現れたが（後述）、繁殖牝馬は戻ってこなかった。5頭の相手しかできなかった2021年を最後に種牡馬を引退する。
産駒は2013年から走っている。2022年9月11日時点で、2頭のGI級競走を優勝馬がいる。サウンドスカイは、2015年の全日本2歳優駿を優勝し、キョウエイギアは、2016年のジャパンダートダービーを優勝した。その他、クリンチャーは、2018年京都記念や2020年みやこステークスを優勝し、ディープスカイが叶わなかった凱旋門賞にも参戦した。さらにモルトベーネは、2017年アンタレスステークスを優勝した。
また、2016年レディスプレリュード優勝のタマノブリュネット、2016年兵庫ダービー優勝のノブタイザンなどがいる。またブルードメアサイアーとしての産駒には、2021年戸塚記念優勝のセイカメテオポリス、2022年石川ダービー優勝のスーパーバンタム、2022年羽田盃優勝のミヤギザオウがいる。
厩舎時代には、同厩舎のローレルレーシング所有であるハーリカに思いを寄せていたという。2013年、種牡馬のディープスカイと繁殖牝馬のハーリカを、浜本牧場が結びつけ、交配している。産まれた牡馬は、ミズデッポウという名が与えられている。ミズデッポウは2016年から2022年まで中央競馬、地方競馬で116戦走り、地方競馬で6勝を挙げている。
種牡馬引退後は、2021年に実施したナイスネイチャ・33歳のバースデードネーションで得た資金を利用した引退馬協会に引き取られた。協会支援員が里親となる「フォスターホース」となり、日高町のひだか・ホース・フレンズに繋養されている。2022年から引退名馬繋養展示事業の対象に加わった。

## 競走成績
以下の内容は、netkeiba.com並びにJBISサーチ、『優駿』の情報に基づく。
| 競走日 | 競走日 | 競走日 | 競馬場 | 競走名        | 格     | 距離（馬場）  | 頭 数 | 枠 番 | 馬 番 | オッズ （人気） | オッズ （人気） | 着順 | タイム （上り3F） | 着差 | 騎手     | 斤量 [kg] | 1着馬（2着馬）         | 馬体重 [kg] |
| ------ | ------ | ------ | ------ | ------------- | ------ | ------------- | ----- | ----- | ----- | --------------- | --------------- | ---- | ----------------- | ---- | -------- | --------- | ---------------------- | ----------- |
| 2007.  | 10.    | 08     | 京都   | 2歳新馬       |        | 芝1400m（良） | 8     | 6     | 6     | 02.8            | 0（2人）        | 04着 | 1:24.4 (35.5)     | -0.8 | 松田大作 | 55        | エーシンフォワード     | 506         |
|        | 11.    | 04     | 京都   | 2歳未勝利     |        | 芝1600m（良） | 10    | 7     | 8     | 08.6            | 0（5人）        | 02着 | 1:35.4 (35.2)     | -0.1 | 武豊     | 55        | ロードバリオス         | 510         |
|        | 11.    | 24     | 東京   | 2歳未勝利     |        | 芝1800m（良） | 17    | 7     | 14    | 05.3            | 0（3人）        | 02着 | 1:49.4 (34.6)     | -0.2 | 武豊     | 55        | ピサノエミレーツ       | 500         |
|        | 12.    | 06     | 中京   | 2歳未勝利     |        | 芝1800m（良） | 16    | 4     | 7     | 02.5            | 0（1人）        | 02着 | 1:49.6 (35.9)     | -0.1 | 野元昭嘉 | 55        | マイサイドキック       | 506         |
| 2008.  | 01.    | 13     | 京都   | 3歳未勝利     |        | 芝2000m（稍） | 16    | 7     | 13    | 04.6            | 0（1人）        | 09着 | 2:05.6 (35.9)     | -0.9 | 藤田伸二 | 56        | マゼラン               | 506         |
|        | 01.    | 26     | 京都   | 3歳未勝利     |        | 芝1800m（良） | 14    | 4     | 5     | 06.6            | 0（4人）        | 01着 | 1:50.9 (35.6)     | -0.2 | 藤田伸二 | 56        | （シャイニングデイ）   | 506         |
|        | 02.    | 17     | 東京   | 3歳500万下    |        | 芝1600m（良） | 16    | 4     | 7     | 06.2            | 0（3人）        | 02着 | 1:36.7 (33.4)     | -0.0 | 津村明秀 | 56        | コウヨウマリーン       | 516         |
|        | 03.    | 01     | 阪神   | アーリントンC | JpnIII | 芝1600m（良） | 12    | 3     | 3     | 36.3            | （10人）        | 03着 | 1:34.9 (34.1)     | -0.3 | 幸英明   | 56        | ダンツキッスイ         | 506         |
|        | 03.    | 29     | 阪神   | 毎日杯        | JpnIII | 芝1800m（良） | 14    | 2     | 2     | 08.7            | 0（6人）        | 01着 | 1:46.0 (34.8)     | -0.4 | 四位洋文 | 56        | （アドマイヤコマンド） | 508         |
|        | 05.    | 11     | 東京   | NHKマイルC    | JpnI   | 芝1600m（稍） | 18    | 5     | 9     | 04.3            | 0（1人）        | 01着 | 1:34.2 (33.9)     | -0.3 | 四位洋文 | 57        | （ブラックシェル）     | 508         |
|        | 06.    | 01     | 東京   | 東京優駿      | JpnI   | 芝2400m（良） | 18    | 1     | 1     | 03.6            | 0（1人）        | 01着 | 2:26.7 (34.2)     | -0.2 | 四位洋文 | 57        | （スマイルジャック）   | 514         |
|        | 09.    | 28     | 阪神   | 神戸新聞杯    | JpnII  | 芝2400m（良） | 18    | 1     | 1     | 02.0            | 0（1人）        | 01着 | 2:25.3 (35.1)     | -0.0 | 四位洋文 | 56        | （ブラックシェル）     | 508         |
|        | 11.    | 02     | 東京   | 天皇賞（秋）  | GI     | 芝2000m（良） | 17    | 1     | 2     | 04.1            | 0（3人）        | 03着 | 1:57.2 (34.5)     | -0.0 | 四位洋文 | 56        | ウオッカ               | 510         |
|        | 11.    | 30     | 東京   | ジャパンC     | GI     | 芝2400m（良） | 17    | 5     | 9     | 03.4            | 0（1人）        | 02着 | 2:25.6 (33.8)     | -0.1 | 四位洋文 | 55        | スクリーンヒーロー     | 518         |
| 2009.  | 04.    | 05     | 阪神   | 産経大阪杯    | GII    | 芝2000m（良） | 12    | 8     | 11    | 01.6            | 0（1人）        | 02着 | 1:59.7 (34.2)     | -0.0 | 四位洋文 | 59        | ドリームジャーニー     | 510         |
|        | 06.    | 07     | 東京   | 安田記念      | GI     | 芝1600m（良） | 18    | 3     | 6     | 03.7            | 0（2人）        | 02着 | 1:33.6 (35.5)     | -0.1 | 四位洋文 | 58        | ウオッカ               | 524         |
|        | 06.    | 28     | 阪神   | 宝塚記念      | GI     | 芝2200m（良） | 14    | 7     | 11    | 01.6            | 0（1人）        | 03着 | 2:11.6 (34.8)     | -0.3 | 四位洋文 | 58        | ドリームジャーニー     | 516         |

## 種牡馬成績

### 年度別成績
以下の内容は、JBISサーチの情報に基づく。
| 種付年度 | 種付頭数 | 生産頭数 | 血統登録頭数 | 出走頭数 | 勝馬頭数 | 重賞勝馬頭数 | AEI  | CPI  |
| -------- | -------- | -------- | ------------ | -------- | -------- | ------------ | ---- | ---- |
| 2010     | 116      | 84       | 82           | 74       | 48       | 0            | 0.66 |      |
| 2011     | 115      | 83       | 83           | 74       | 55       | 2            | 0.93 |      |
| 2012     | 188      | 124      | 121          | 106      | 78       | 3            | 0.53 |      |
| 2013     | 127      | 79       | 76           | 65       | 42       | 3            | 0.91 |      |
| 2014     | 32       | 22       | 22           | 19       | 17       | 0            | 1.24 |      |
| 2015     | 8        | 4        | 4            | 4        | 2        | －           | 0.83 |      |
| 2016     | 28       | 20       | 20           | 19       | 13       | 0            | 0.36 |      |
| 2017     | 36       | 19       | 19           | 16       | 9        | 0            | 0.53 |      |
| 2018     | 32       | 23       | 22           | 18       | 9        | 0            | 0.50 |      |
| 2019     | 20       | 12       | 10           | 4        | 2        | －           | 0.77 |      |
| 2020     | 10       | 5        | 5            | 0        | －       | －           | －   |      |
| 2021     | 5        | 0        | 0            | 0        | －       | －           | －   |      |
| 合計     | 合計     | 合計     | 464          | 399      | 275      | 8            | 0.83 | 1.34 |

- 情報は、2022年9月5日時点。
- 出走頭数、勝馬頭数、重賞勝馬頭数、アーニングインデックス、コンパラブルインデックスは、平地競走に限る。

### 主な産駒

#### GI級競走優勝産駒
GI級競走は、競走名を太字強調にて示す。
- 2013年産
  - サウンドスカイ（2015年兵庫ジュニアグランプリ、全日本2歳優駿）- 母父:ゴーンウエスト[114]
  - キョウエイギア（2016年ジャパンダートダービー）- 母父:パラダイスクリーク[115]

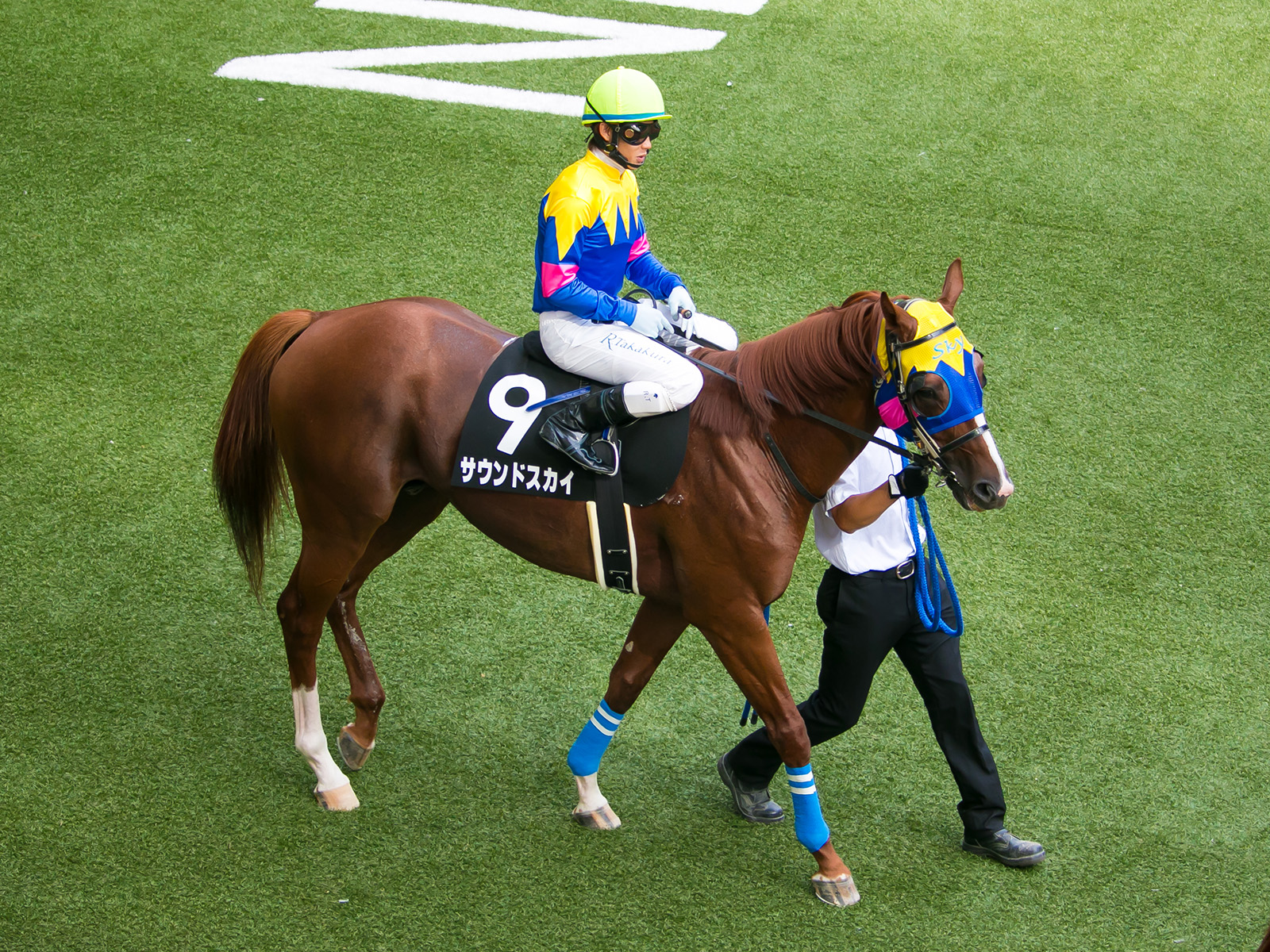
サウンドスカイ
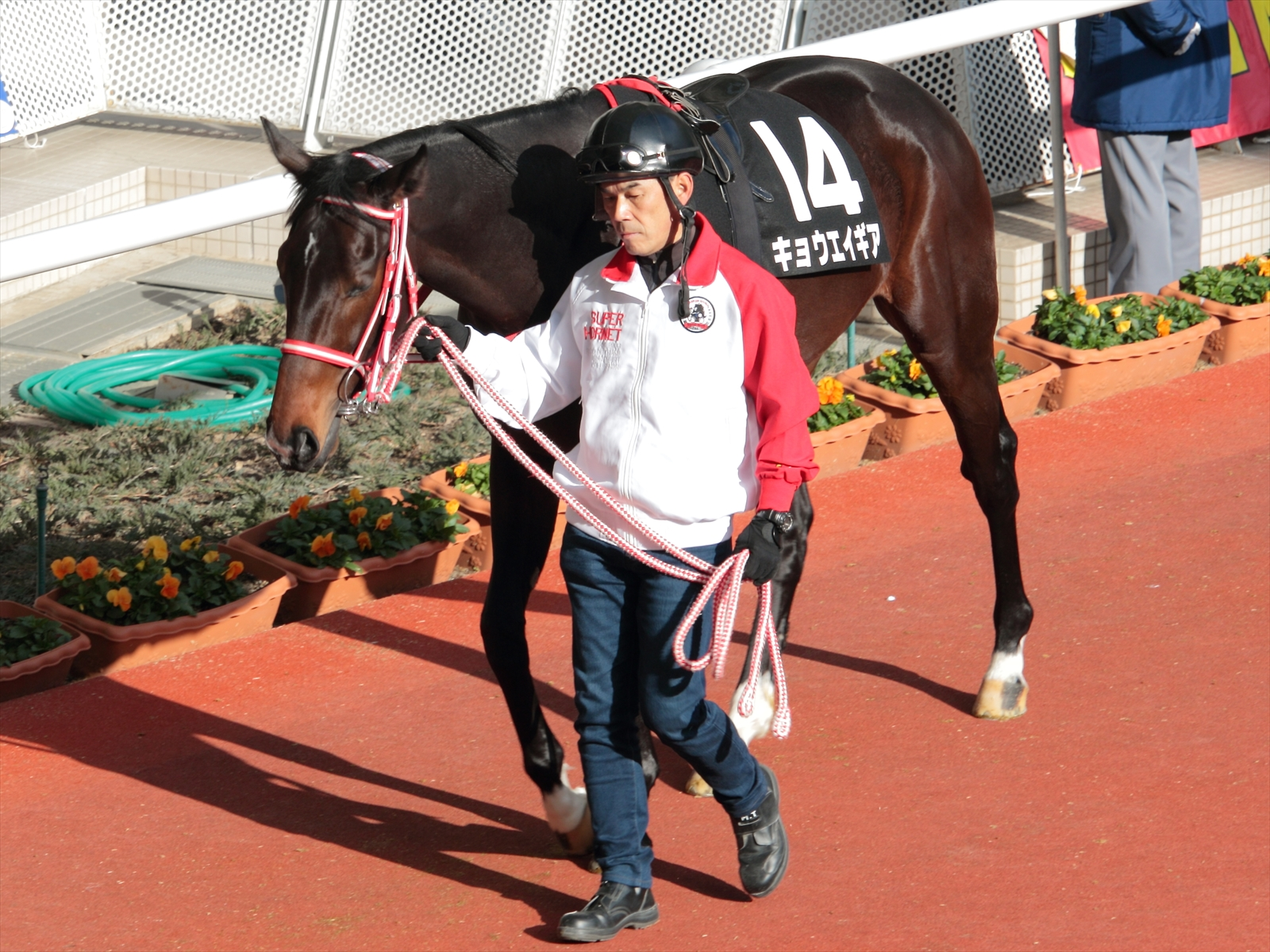
キョウエイギア

#### グレート制及びダートグレード重賞優勝産駒
- 2012年産
  - タマノブリュネット（2016年レディスプレリュード）- 母父:ジェイドロバリー[119]
  - モルトベーネ（2017年アンタレスステークス）- 母父:アフリート[118]
- 2014年産
  - クリンチャー（2018年京都記念、2020年みやこステークス、2021年佐賀記念、2021年・2022年名古屋大賞典連覇）- 母父:ブライアンズタイム[116]

#### 地方重賞優勝産駒
- 2013年産
  - ノブタイザン（2015年園田ジュニアカップ、2016年兵庫ダービー、2018年六甲盃）- 母父:ダンスインザダーク[120]
- 2014年産
  - スカイサーベル（2016年平和賞）- 母父:ワイルドラッシュ[132]

ブラウンレガート（2017年黒潮盃）- 母父:フォーティナイナー
- 2015年産
  - ソロフレーズ（2022年いしがきマイラーズ）- 母父:Pivotal[134]
- 2020年産
  - サベージ（2023年京浜盃）- 母父:アドマイヤムーン[135]

### ブルードメアサイアーとしての産駒

#### グレート制及びダートグレード重賞優勝産駒
- 2021年産
  - スウィープフィート（2024年チューリップ賞）- 父:スワーヴリチャード

#### 地方重賞優勝産駒
- 2016年産
  - ニューホープ（2018年若駒賞、2019年岐阜金賞、東海ゴールドカップ、2020年マーチカップ）- 父:フリオーソ[136]
- 2018年産
  - セイカメテオポリス（2021年戸塚記念、2023年オグリキャップ記念、大井記念、2024年はがくれ大賞典）- 父:マジェスティックウォリアー[121]
- 2019年産
  - スーパーバンタム（2022年ノトキリシマ賞、北日本新聞杯、石川ダービー、加賀友禅賞、西日本ダービー）- 父:アポロソニック[122]
  - ミヤギザオウ（2022年羽田盃）- 父:パイロ[123]
- 2020年産
  - サルトアンヘル（2023年星雲賞）- 父:ダンカーク[137]
- 2021年産
  - ストリーム（2023年栄冠賞、2024年ネクストスター北日本、2024年・2025年グランシャリオ門別スプリント、2024年ウポポイオータムスプリント、笠松グランプリ）- 父:ダノンレジェンド[138]
  - マルカイグアス（2023年園田ジュニアカップ、2024年兵庫優駿、園田オータムトロフィー、園田金盃、2025年六甲盃）- 父:マクフィ[139]
  - ヴィーリヤ（2025年兵庫サマークイーン賞）- 父パイロ[140]

## 血統表
| ディープスカイの血統          | ディープスカイの血統                                 | ディープスカイの血統                     | （血統表の出典）                         | （血統表の出典） |
| 父系                          | サンデーサイレンス系                                 | サンデーサイレンス系                     | サンデーサイレンス系                     | [ § 2 ]          |
| 父 アグネスタキオン 1998 栗毛 | 父の父*サンデーサイレンス Sunday Silence 1986 青鹿毛 | Halo                                     | Hail to Reason                           | Hail to Reason   |
| 父 アグネスタキオン 1998 栗毛 | 父の父*サンデーサイレンス Sunday Silence 1986 青鹿毛 | Halo                                     | Cosmah                                   |                  |
| 父 アグネスタキオン 1998 栗毛 | 父の父*サンデーサイレンス Sunday Silence 1986 青鹿毛 | Wishing Well                             | Understanding                            | Understanding    |
| 父 アグネスタキオン 1998 栗毛 | 父の父*サンデーサイレンス Sunday Silence 1986 青鹿毛 | Wishing Well                             | Mountain Flower                          |                  |
| 父 アグネスタキオン 1998 栗毛 | 父の母アグネスフローラ 1987 鹿毛                     | *ロイヤルスキー Royal Ski                | Raja Baba                                | Raja Baba        |
| 父 アグネスタキオン 1998 栗毛 | 父の母アグネスフローラ 1987 鹿毛                     | *ロイヤルスキー Royal Ski                | Coz o'Nijinsky                           |                  |
| 父 アグネスタキオン 1998 栗毛 | 父の母アグネスフローラ 1987 鹿毛                     | アグネスレディー                         | *リマンド                                | *リマンド        |
| 父 アグネスタキオン 1998 栗毛 | 父の母アグネスフローラ 1987 鹿毛                     | アグネスレディー                         | イコマエイカン                           |                  |
| 母 *アビ Abi 1995 栗毛        | 母の父Chief's Crown 1982 鹿毛                        | Danzig                                   | Northern Dancer                          | Northern Dancer  |
| 母 *アビ Abi 1995 栗毛        | 母の父Chief's Crown 1982 鹿毛                        | Danzig                                   | Pas de Nom                               |                  |
| 母 *アビ Abi 1995 栗毛        | 母の父Chief's Crown 1982 鹿毛                        | Six Crowns                               | Secretariat                              | Secretariat      |
| 母 *アビ Abi 1995 栗毛        | 母の父Chief's Crown 1982 鹿毛                        | Six Crowns                               | Chris Evert                              |                  |
| 母 *アビ Abi 1995 栗毛        | 母の母Carmelized 1990                                | Key to the Mint                          | Graustark                                | Graustark        |
| 母 *アビ Abi 1995 栗毛        | 母の母Carmelized 1990                                | Key to the Mint                          | Key Bridge                               |                  |
| 母 *アビ Abi 1995 栗毛        | 母の母Carmelized 1990                                | Carmelize                                | Cornish Prince                           | Cornish Prince   |
| 母 *アビ Abi 1995 栗毛        | 母の母Carmelized 1990                                | Carmelize                                | Miss Carmie                              |                  |
| 母系(F-No.)                   | Miss Carmie系(FN:23-b)                               | Miss Carmie系(FN:23-b)                   | Miss Carmie系(FN:23-b)                   | [ § 3 ]          |
| 5代内の近親交配               | Bold Ruler5×5･5、Miss Carmie 5･4（母内）             | Bold Ruler5×5･5、Miss Carmie 5･4（母内） | Bold Ruler5×5･5、Miss Carmie 5･4（母内） | [ § 4 ]          |
| 出典                          | 1. 2. 3. 4.                                          | 1. 2. 3. 4.                              | 1. 2. 3. 4.                              | 1. 2. 3. 4.      |